# Петко Драганов
Вижте пояснителната страница за други личности с името Драганов.
Петко Неделчев Драганов е български и международен дипломат. Бил е заместник генерален секретар на Конференцията на ООН за търговия и развитие (УНКТАД) в периода от 2009 до 2015 г.
Според официалната му биография в сайта на УНКТАД той е роден в Кайро, Египет на 25 януари 1958 г.
През 1976 година завършва английска езикова гимназия в София, а през 1983 година – „Международно право“ в Московския държавен институт по международни отношения. От същата година работи в Министерството на външните работи в Отдел „Външнополитическа информация“ и в Африканския отдел.
Работи в посолствата на България в Гана (1985-1986) и в Зимбабве (1990-1993). Той е първи извънреден и пълномощен посланик на България в Република Южна Африка в периода 1993-1998 г.
През периодите 1998-2001 г. и 2005-2009 г. е постоянен представител на България в Организацията на обединените нации и в другите международни организации в Женева. Между 2001 и 2005 г. е заместник-министър на външните работи и същевременно е председател на Националната комисия на Република България за ЮНЕСКО.
От август до декември 2000 г. е председател на Конференцията по разоръжаване по егидата на ООН. Бил е специален представител за Молдова на действащия председател на Организацията за сигурност и сътрудничество в Европа.
През февруари 2009 г. е избран за заместник генерален секретар на Конференцията на ООН за търговия и развитие, считано от 1 май 2009 г. Заема длъжността до март 2015 г.
Понастоящем е специален представител на генералния секретар на ООН и ръководител на Регионалния център на ООН по превентивна дипломация за Централна Азия.